# Mastoplastica additiva

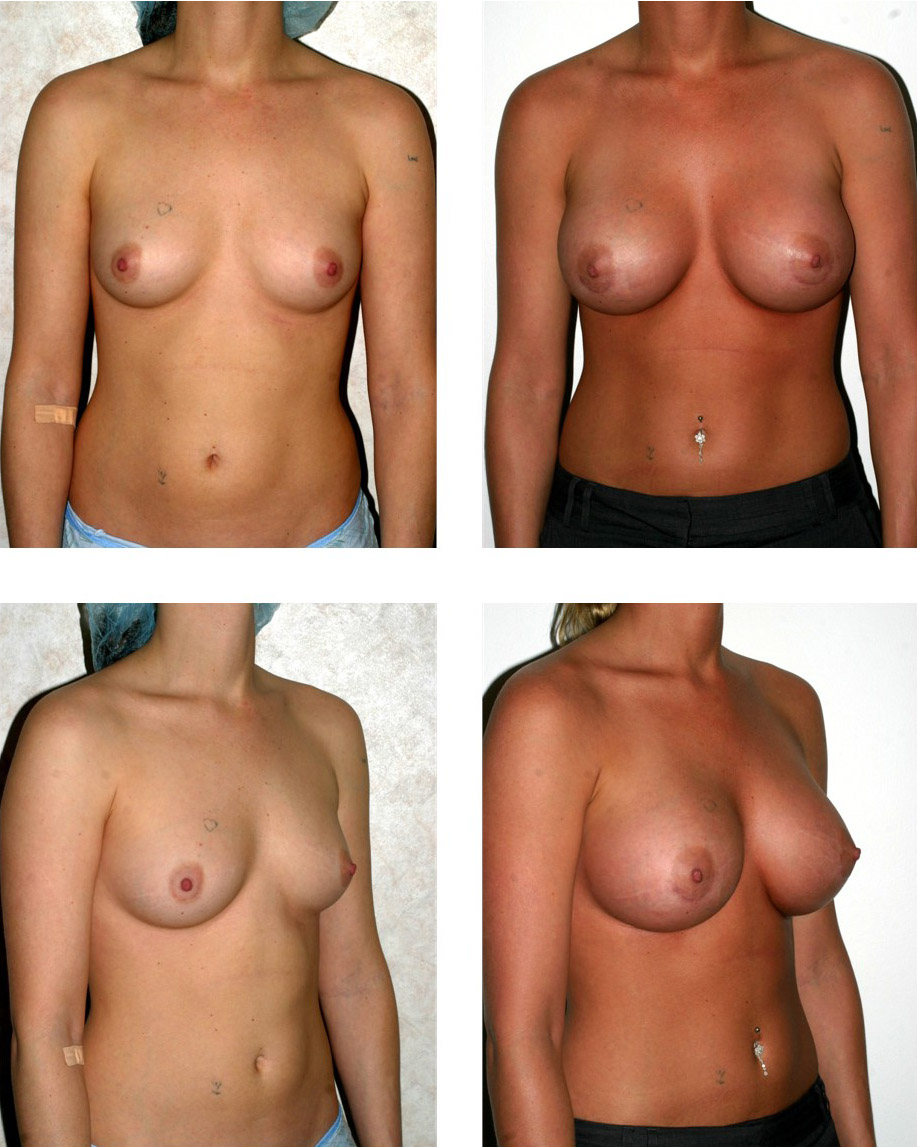
Esempio di mastoplastica additiva, confronto da sinistra tra prima e dopo

La mastoplastica additiva, chiamato anche ingrandimento del seno, è un intervento di chirurgia plastica che coinvolge il seno ed uno degli interventi estetici più richiesti dalle adolescenti insieme alla liposuzione.
La predisposizione e la dimensione del seno piccolo sono per lo più genetiche. La mastoplastica additiva rappresenta una possibilità per adeguare in modo armonico il seno considerato troppo piccolo rispetto all'immagine corporea generale o desiderata, intervento la cui crescita è stata del 300% dal 1997 al 2007.

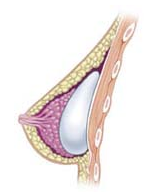
In bianco il posizionamento della protesi

## Storia
Vi sono state diverse tappe per quanto riguarda la mastoplastica additiva: il primo intervento in assoluto di tale genere fu nel 1895 da Vincenz Czerny. In tempi più recenti Gonzales-Ulloa nel 1960 e Regnault nel 1966 hanno provato i primi interventi combinati di mastolastica e mastopessia, mentre di quegli anni è l'introduzione delle protesi a soluzione salina, provate per la prima volta in Francia nel 1964, grazie a H. G. Arion.

## Diffusione
L'operazione è diventata sempre più comune, negli USA è stato stimato che più di un milione di donne hanno avuto nella loro vita un intervento di mastoplastica additiva mentre nella sola Inghilterra si sono avuti 13.000 casi certificati di intervento nel 2001.

## Indicazioni
In base alla silhouette individuale saranno prese in considerazione dal medico aspettative di vario tipo, ed escluse le proposte esagerate. Oltre alla ipoplasia mammaria giovanile (congenitale) spesso si riscontra pure il desiderio di un cambiamento della forma del seno in donne che hanno terminato una gravidanza e/o eventualmente un periodo di allattamento prolungato. Dopo questi avvenimenti si può assistere ad una cosiddetta atrofia involutiva della ghiandola del seno. In questi casi vi è solitamente un rilassamento della pelle precedentemente dilatata durante la gravidanza o la fase di allattamento. Ne risulta l'impressione di un seno cadente e meno turgido. Di regola possono essere ottenuti ottimi risultati tramite il riadattamento del volume per mezzo dell'impianto di una protesi. Nei casi di rilassamento marcato della pelle talvolta è necessario anche un rassodamento (mastopessia) per ottenere un risultato ottimale.
Nei casi di asimmetria marcata dei seni la mastopessia additiva rappresenta uno dei mezzi possibili per migliorare la forma corporea.

## Le protesi

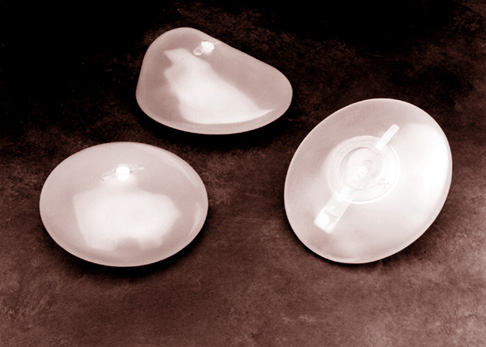
Immagine di protesi riempite di gel al silicone

Tutte le protesi mammarie sono costituite da un involucro di silicone, mentre il contenuto dello stesso può variare: attualmente vengono utilizzate protesi contenenti un gel coesivo di silicone, le più utilizzate per via della difficoltosa fuoriuscita di materiale nei tessuti o, in alternativa, soluzione fisiologica di acqua salina. Ne esistono di svariate dimensioni e forme.
Le protesi contenenti acqua salina contengono una soluzione fisiologica molto simile alla composizione dei liquidi del corpo umano. Spesso questo liquido viene introdotto nella protesi soltanto durante l'intervento. Il vantaggio di queste protesi consiste nel maggiore riassorbimento del contenuto in caso di rottura di protesi. Lo svantaggio consiste nella consistenza meno naturale del risultato. Recentemente si provano soluzioni a base di idrogel di poliacrilammide, non priva di effetti negativi per l'organismo, dovuti anche ad errati interventi e alla sua composizione (il gel è composto per lo più di acqua). La scelta del metodo di mastopessia additiva che sarà utilizzato in questo caso dipenderà dalla situazione anatomica, dalle sue aspettative e dalle raccomandazioni del chirurgo plastico.

## L'intervento

### Fase operatoria

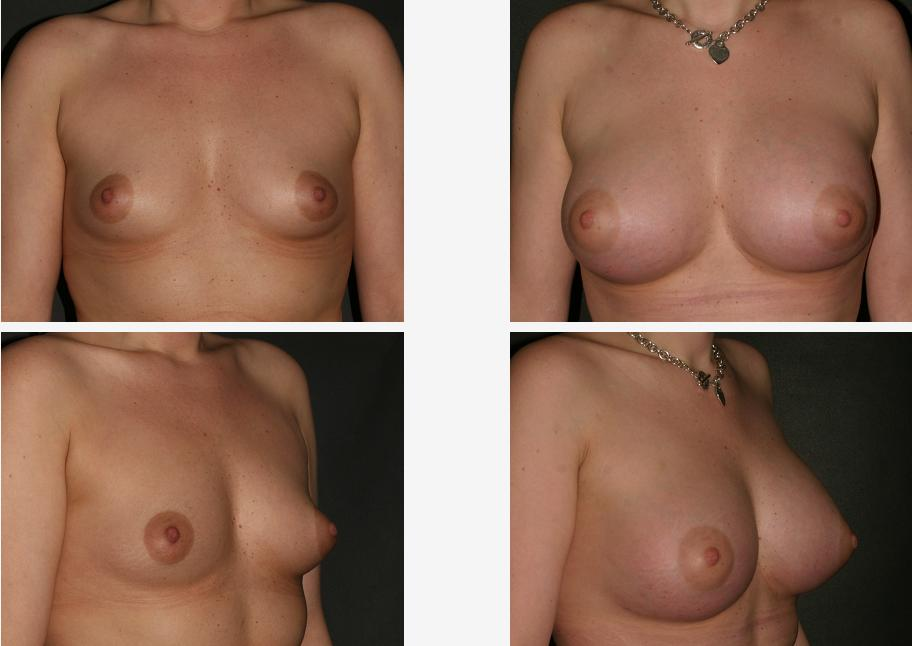
Confronto del petto dopo la fase post-operatoria

L'incisione cutanea varia tra 4–7 cm di lunghezza e si troverà nel solco sottomammario o sul margine dell'areola, che comporta una piccola cicatrice, o in alcuni casi a livello dell'ascella con o senza endoscopia. Sarà comunque posizionata in modo da apparire il meno possibile. Attraverso questa incisione viene preparata la zona dove la protesi sarà più tardi posizionata: questo può essere direttamente dietro la ghiandola mammaria o dietro il muscolo grande pettorale a dipendenza dell'indicazione. Per ridurre eventuali rotture della capsula si sono sperimentate negli anni varie tecniche, come quella dell'incisione del muscolo obliquo esterno.
Prima di richiudere la cute vengono introdotti dei drenaggi che permettono di aspirare sangue o siero.

### Fase post-operatoria
Una medicazione rigida fisserà la posizione delle protesi comprimendo leggermente la zona operatoria, unitamente ad un reggiseno idoneo a sostegno medio (di tipo sportivo). Dopo 3/4 giorni verrà tolta la fasciatura.

## Possibili rischi

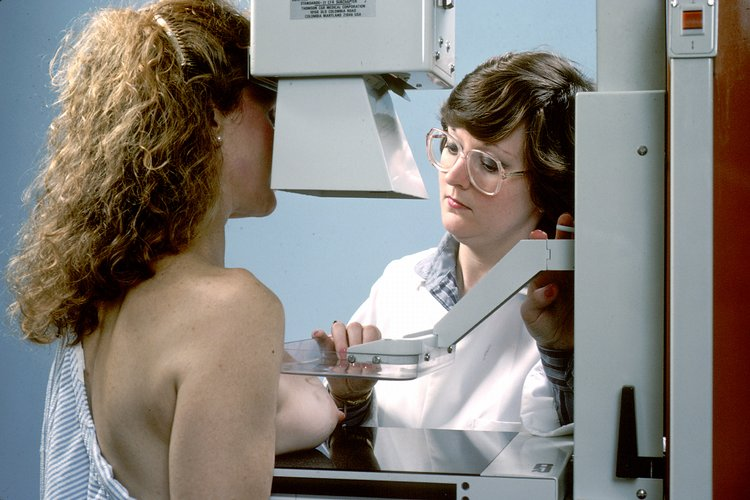
Mammografia, un esame con bassi raggi X utile per l'individuazione di un possibile carcinoma: la mastoplastica additiva riduce l'efficacia di tale esame

Fra le possibili complicanze dell'intervento si riscontrano:
- Comparse di ematoma[18]
- Infezioni alla mammella e zone limitrofe, come gli ascessi ma anche infezioni fungine.[19]
- Rottura dell'impianto, se la composizione è di silicone non mostra sintomi alla donna ed è di difficile diagnosi[20][21]
- Linfoadenopatia[20]
- Cicatrici[18][22]
- Dolore, che in forma cronica può essere osservato anche per 6 mesi-1 anno dall'operazione.[23][24]
- Cancro alla mammella, la cui incidenza sta aumentando anche nel 2007[6], a carattere invasivo e con formazione di metastasi.[25] ma vi sono studi contrastanti,[9]  dove affermano invece la non corrispondenza o meglio il non aumentato rischio di incidenza.[26] Studi hanno poi specificato che le complicanze sono riguardanti la diminuzione dell'efficacia di determinati esami clinici, come la mammografia, per una rapida individuazione di un possibile carcinoma al seno.[27]
- Slittamento della protesi.[28][29]
- Simmastia, assai rara, causata dall'avvicinamento verso lo sterno delle protesi mammarie che formano quasi un unico seno.[28]
- Perdita di sensibilità nella zona del capezzolo e del seno.[28][30]
- In recenti studi si stanno valutando anche gli effetti negativi che possono avere sulla gravidanza per la possibile presenza del silicone nel sangue.[31]

Per valutare la presenza di tali complicanze si utilizzano alcuni esami fra cui l'ultrasonografia, mentre per comprendere l'eventuale rottura della protesi si utilizza l'imaging a risonanza magnetica.

## Farmaci
Alcuni farmaci attenuano diverse manifestazioni dannose dell'intervento, come nausea, sensazione di vomito e dolore, come il parecoxib (40 mg) o il metilprednisolone (125 mg) che fornisce risultati migliori.